# Amstel Gold Race féminine 2025
Cet article concerne l'édition féminine de l'Amstel Gold Race. Pour la course masculine, voir Amstel Gold Race 2025.
La 11e édition de l'Amstel Gold Race féminine a lieu le 20 avril 2025. Elle fait partie de l'UCI World Tour féminin 2025.

## Équipes
| UCI Women's WorldTeams (14)- AG Insurance-Soudal Team - Canyon//SRAM zondacrypto - Ceratizit Pro Cycling Team - FDJ-Suez - Fenix-Deceuninck - Lidl-Trek - Liv AlUla Jayco - Movistar Team - Roland - Team Picnic PostNL - Team SD Worx-Protime - Team Visma \| Lease a Bike - UAE Team ADQ - Uno-X Mobility UCI Women's ProTeams (4)- Cofidis Women Team - EF Education-Oatly - VolkerWessels Women's Pro Cycling Team - Winspace Orange Seal Équipes féminines continentales (5)- Bepink-Imatra-Bongioanni - Cynisca Cycling - DAS-Hutchinson - Team Coop-Repsol - DD Group Pro Cycling |
| |

## Parcours
Le parcours est identique à celui de l'année précédente et comptabilise 157,4 km. Les coureuses franchissent une première fois la ligne d'arrivée après 83,9 km. La course se conclut par quatre tours d'un circuit autour de Fauquemont (en néerlandais : Valkenburg) comprenant la montée du Cauberg.  
21 côtes sont répertoriées pour cette course
| Num | Nom              | Longueur (m) | Pente moyenne | km    | km de l'arrivée |
| --- | ---------------- | ------------ | ------------- | ----- | --------------- |
| 1   | Maasberg         |              |               |       | 147,5           |
| 2   | Adsteeg (nl)     | 620          | 4,7 %         | 31,1  | 126,3           |
| 3   | Bergseweg (nl)   | 2 200        | 3,4 %         | 46,4  | 111,0           |
| 4   | Korenweg         |              |               | 49,9  | 107,5           |
| 5   | Kruisberg        |              |               | 60,9  | 96,5            |
| 6   | Eyserbosweg      | 1 100        | 7,9 %         | 62,8  | 94,6            |
| 7   | Fromberg (nl)    | 1 200        | 4,8 %         | 67,0  | 90,4            |
| 8   | Keutenberg       | 1 700        | 6,1 %         | 71,5  | 85,9            |
| 9   | Cauberg          | 1 500        | 7 %           | 81,5  | 75,9            |
| 10  | Geulhemmerberg   | 1 000        | 5,8 %         | 86,1  | 71,3            |
| 11  | Bemelerberg (nl) | 1 200        | 4 %           | 92,4  | 65,0            |
| 12  | Cauberg          | 1 500        | 7 %           | 99,4  | 58,0            |
| 13  | Geulhemmerberg   | 1 000        | 5,8 %         | 104,0 | 53,4            |
| 14  | Bemelerberg (nl) | 1 200        | 4 %           | 110,3 | 47,1            |
| 15  | Cauberg          | 1 500        | 7 %           | 117,3 | 40,1            |
| 16  | Geulhemmerberg   | 1 000        | 5,8 %         | 121,9 | 35,5            |
| 17  | Bemelerberg (nl) | 1 200        | 4 %           | 128,2 | 29,2            |
| 18  | Cauberg          | 1 500        | 7 %           | 135,2 | 22,2            |
| 19  | Geulhemmerberg   | 1 000        | 5,8 %         | 139,8 | 17,6            |
| 20  | Bemelerberg (nl) | 1 200        | 4 %           | 146,1 | 11,3            |
| 21  | Cauberg          | 1 500        | 7 %           | 154,6 | 2,8             |

## Classement final
| \| Classement général \| Classement général \| Classement général \| Classement général \| Classement général \| \| Coureuse \| Coureuse \| Pays \| Équipe \| Temps \| \| ------------------ \| ------------------ \| ------------------ \| ------------------ \| ------------------ \| \| 1re \| Mischa Bredewold \| Pays-Bas \| SD Worx-Protime \| 4 h 03 min 03 s \| \| 2e \| Ellen van Dijk \| Pays-Bas \| Lidl-Trek \| + 7 s \| \| 3e \| Puck Pieterse \| Pays-Bas \| Fenix-Deceuninck \| + 7 s \| \| 4e \| Juliette Labous \| France \| FDJ-Suez \| + 7 s \| \| 5e \| Silvia Persico \| Italie \| UAE Team ADQ \| + 9 s \| \| 6e \| Lorena Wiebes \| Pays-Bas \| SD Worx-Protime \| + 1 min 26 s \| \| 7e \| Alison Jackson \| Canada \| EF Education-Oatly \| + 1 min 26 s \| \| 8e \| Anna Henderson \| Royaume-Uni \| Lidl-Trek \| + 1 min 26 s \| \| 9e \| Quinty Ton \| Pays-Bas \| Liv AlUla Jayco \| + 1 min 26 s \| \| 10e \| Mara Roldan \| Canada \| Team Picnic PostNL \| + 1 min 26 s \| |                  |             |                    |                 |
| |                  |             |                    |                 |
| Source : ProCyclingStats |                  |             |                    |                 |
| Classement général |                  |             |                    |                 |
| Coureuse | Coureuse         | Pays        | Équipe             | Temps           |
| 1re | Mischa Bredewold | Pays-Bas    | SD Worx-Protime    | 4 h 03 min 03 s |
| 2e | Ellen van Dijk   | Pays-Bas    | Lidl-Trek          | + 7 s           |
| 3e | Puck Pieterse    | Pays-Bas    | Fenix-Deceuninck   | + 7 s           |
| 4e | Juliette Labous  | France      | FDJ-Suez           | + 7 s           |
| 5e | Silvia Persico   | Italie      | UAE Team ADQ       | + 9 s           |
| 6e | Lorena Wiebes    | Pays-Bas    | SD Worx-Protime    | + 1 min 26 s    |
| 7e | Alison Jackson   | Canada      | EF Education-Oatly | + 1 min 26 s    |
| 8e | Anna Henderson   | Royaume-Uni | Lidl-Trek          | + 1 min 26 s    |
| 9e | Quinty Ton       | Pays-Bas    | Liv AlUla Jayco    | + 1 min 26 s    |
| 10e | Mara Roldan      | Canada      | Team Picnic PostNL | + 1 min 26 s    |

## Liste des participants
| Légende | Légende                                                                    | Légende | Légende                                                    |
| ------- | -------------------------------------------------------------------------- | ------- | ---------------------------------------------------------- |
| Num     | Dossard de départ porté par le coureur sur cette Amstel Gold Race          | Pos     | Position à l'arrivée de la course                          |
|         | Indique un maillot de champion national ou mondial, suivi de sa spécialité | NP      | Indique un coureur qui n'a pas pris le départ de la course |
| AB      | Indique un coureur qui n'a pas terminé la course                           | HD      | Indique un coureur qui a terminé la course hors des délais |

| Team Visma \| Lease a Bike TVL | Team Visma \| Lease a Bike TVL | Team Visma \| Lease a Bike TVL |
| ------------------------------ | ------------------------------ | ------------------------------ |
| Num                            | Coureuse                       | Pos                            |
| 1                              | Marianne Vos (NED)             | 22e                            |
| 2                              | Marion Bunel (FRA)             | 18e                            |
| 3                              | Sophie von Berswordt (NED)     | 80e                            |
| 4                              | Viktória Chladoňová (SVK)      | 49e                            |
| 5                              | Femke de Vries (NED)           | 16e                            |
| 6                              | Pauline Ferrand-Prévot (FRA)   | 36e                            |

| SD Worx-Protime SDW | SD Worx-Protime SDW         | SD Worx-Protime SDW |
| ------------------- | --------------------------- | ------------------- |
| Num                 | Coureuse                    | Pos                 |
| 11                  | Lotte Kopecky (BEL) (route) | 34e                 |
| 12                  | Anna van der Breggen (NED)  | AB                  |
| 13                  | Blanka Vas (HUN) (route)    | 59e                 |
| 14                  | Mischa Bredewold (NED)      | 1re                 |
| 15                  | Mikayla Harvey (NZL)        | 51e                 |
| 16                  | Lorena Wiebes (NED) (route) | 6e                  |

| Uno-X Mobility UXM | Uno-X Mobility UXM            | Uno-X Mobility UXM |
| ------------------ | ----------------------------- | ------------------ |
| Num                | Coureuse                      | Pos                |
| 21                 | Katrine Aalerud (NOR)         | 12e                |
| 22                 | Ingvild Gåskjenn (NOR)        | 23e                |
| 23                 | Solbjørk Minke Anderson (DEN) | 42e                |
| 24                 | Simone Boilard (CAN)          | AB                 |
| 25                 | Marte Berg Edseth (NOR)       | AB                 |
| 26                 | Anouska Koster (NED)          | 83e                |

| AG Insurance-Soudal Team AGS | AG Insurance-Soudal Team AGS               | AG Insurance-Soudal Team AGS |
| ---------------------------- | ------------------------------------------ | ---------------------------- |
| Num                          | Coureuse                                   | Pos                          |
| 31                           | Ashleigh Moolman (RSA) (route)             | 11e                          |
| 32                           | Mireia Benito (ESP)                        | 56e                          |
| 33                           | Julia Borgström (SWE)                      | 79e                          |
| 34                           | Kimberley Le Court de Billot (MRI) (route) | 31e                          |
| 35                           | Alexandra Manly (AUS)                      | 107e                         |
| 36                           | Gladys Verhulst (FRA)                      | AB                           |

| Canyon//SRAM zondacrypto CSZ | Canyon//SRAM zondacrypto CSZ | Canyon//SRAM zondacrypto CSZ |
| ---------------------------- | ---------------------------- | ---------------------------- |
| Num                          | Coureuse                     | Pos                          |
| 41                           | Katarzyna Niewiadoma (POL)   | 33e                          |
| 42                           | Neve Bradbury (AUS)          | 14e                          |
| 43                           | Justyna Czapla (GER)         | AB                           |
| 44                           | Alice Towers (GBR)           | 87e                          |
| 45                           | Soraya Paladin (ITA)         | 88e                          |
| 46                           | Cecilie Uttrup Ludwig (DEN)  | 67e                          |

| Ceratizit Pro Cycling Team CTC | Ceratizit Pro Cycling Team CTC | Ceratizit Pro Cycling Team CTC |
| ------------------------------ | ------------------------------ | ------------------------------ |
| Num                            | Coureuse                       | Pos                            |
| 51                             | Daniek Hengeveld (NED)         | AB                             |
| 52                             | Lana Eberle (GER)              | AB                             |
| 53                             | Marta Jaskulska (POL)          | 44e                            |
| 54                             | Célia Le Mouël (FRA)           | 73e                            |
| 55                             | Sarah Van Dam (CAN)            | 46e                            |
| 56                             | Kristýna Burlová (CZE)         | AB                             |

| FDJ-Suez TFS | FDJ-Suez TFS                  | FDJ-Suez TFS |
| ------------ | ----------------------------- | ------------ |
| Num          | Coureuse                      | Pos          |
| 61           | Demi Vollering (NED)          | 20e          |
| 62           | Vittoria Guazzini (ITA)       | 108e         |
| 63           | Juliette Labous (FRA) (route) | 4e           |
| 64           | Évita Muzic (FRA)             | 29e          |
| 65           | Amber Kraak (NED)             | 66e          |
| 66           | Jade Wiel (FRA)               | 68e          |

| Fenix-Deceuninck FDC | Fenix-Deceuninck FDC             | Fenix-Deceuninck FDC |
| -------------------- | -------------------------------- | -------------------- |
| Num                  | Coureuse                         | Pos                  |
| 71                   | Puck Pieterse (NED)              | 3e                   |
| 72                   | Ceylin del Carmen Alvarado (NED) | 58e                  |
| 73                   | Flora Perkins (GBR)              | 50e                  |
| 74                   | Yara Kastelijn (NED)             | 15e                  |
| 75                   | Sara Casasola (ITA)              | 82e                  |
| 76                   | Pauliena Rooijakkers (NED)       | 30e                  |

| Lidl-Trek LTK | Lidl-Trek LTK            | Lidl-Trek LTK |
| ------------- | ------------------------ | ------------- |
| Num           | Coureuse                 | Pos           |
| 81            | Lucinda Brand (NED)      | 62e           |
| 82            | Elisa Balsamo (ITA)      | 63e           |
| 83            | Riejanne Markus (NED)    | 28e           |
| 84            | Anna Henderson (GBR)     | 8e            |
| 85            | Ellen van Dijk (NED)     | 2e            |
| 86            | Shirin van Anrooij (NED) | 27e           |

| Liv AlUla Jayco LIV | Liv AlUla Jayco LIV       | Liv AlUla Jayco LIV |
| ------------------- | ------------------------- | ------------------- |
| Num                 | Coureuse                  | Pos                 |
| 91                  | Letizia Paternoster (ITA) | 25e                 |
| 92                  | Caroline Andersson (SWE)  | 72e                 |
| 93                  | Ruby Roseman-Gannon (AUS) | 55e                 |
| 94                  | Silke Smulders (NED)      | 26e                 |
| 95                  | Quinty Ton (NED)          | 9e                  |
| 96                  | Anna Trevisi (ITA)        | AB                  |

| Movistar Team MOV | Movistar Team MOV         | Movistar Team MOV |
| ----------------- | ------------------------- | ----------------- |
| Num               | Coureuse                  | Pos               |
| 101               | Liane Lippert (GER)       | 21e               |
| 102               | Mareille Meijering (NED)  | 19e               |
| 103               | Paula Patiño (COL)        | 57e               |
| 104               | Jelena Erić (SRB) (route) | 85e               |
| 105               | Sara Martín (ESP)         | 105e              |
| 106               | Floortje Mackaij (NED)    | 76e               |

| Team Picnic PostNL TPP | Team Picnic PostNL TPP        | Team Picnic PostNL TPP |
| ---------------------- | ----------------------------- | ---------------------- |
| Num                    | Coureuse                      | Pos                    |
| 111                    | Marta Cavalli (ITA)           | 37e                    |
| 112                    | Francesca Barale (ITA)        | 61e                    |
| 113                    | Pfeiffer Georgi (GBR) (route) | 32e                    |
| 114                    | Mara Roldan (CAN)             | 10e                    |
| 115                    | Josie Nelson (GBR)            | 60e                    |
| 116                    | Megan Jastrab (USA)           | 40e                    |

| UAE Team ADQ UAD | UAE Team ADQ UAD                   | UAE Team ADQ UAD |
| ---------------- | ---------------------------------- | ---------------- |
| Num              | Coureuse                           | Pos              |
| 121              | Elisa Longo Borghini (ITA) (route) | 35e              |
| 122              | Brodie Chapman (AUS)               | 13e              |
| 123              | Silvia Persico (ITA)               | 5e               |
| 124              | Eleonora Gasparrini (ITA)          | 39e              |
| 125              | Alena Amialiusik (BLR)             | AB               |
| 126              | Dominika Włodarczyk (POL) (route)  | AB               |

| Winspace Orange Seal WOS | Winspace Orange Seal WOS   | Winspace Orange Seal WOS |
| ------------------------ | -------------------------- | ------------------------ |
| Num                      | Coureuse                   | Pos                      |
| 131                      | Marine Allione (FRA)       | AB                       |
| 132                      | Camille Fahy (FRA)         | 106e                     |
| 133                      | Jenaya Francis (CAN)       | AB                       |
| 134                      | Kiara Lylyk (CAN)          | 89e                      |
| 135                      | Fiona Mangan (IRL) (route) | 90e                      |
| 136                      | Nadia Gontova (CAN)        | 52e                      |

| VolkerWessels VWT | VolkerWessels VWT           | VolkerWessels VWT |
| ----------------- | --------------------------- | ----------------- |
| Num               | Coureuse                    | Pos               |
| 141               | Margot Vanpachtenbeke (BEL) | 53e               |
| 142               | Quinty Schoens (NED)        | 74e               |
| 143               | Anne Knijnenburg (NED)      | 45e               |
| 144               | Anneke Dijkstra (NED)       | 54e               |
| 145               | Eline Jansen (NED)          | 17e               |
| 146               | Maud Rijnbeek (NED)         | AB                |

| EF Education-Oatly EFC | EF Education-Oatly EFC         | EF Education-Oatly EFC |
| ---------------------- | ------------------------------ | ---------------------- |
| Num                    | Coureuse                       | Pos                    |
| 151                    | Kristen Faulkner (USA) (route) | 41e                    |
| 152                    | Veronica Ewers (USA)           | AB                     |
| 153                    | Alison Jackson (CAN)           | 7e                     |
| 154                    | Cédrine Kerbaol (FRA)          | 38e                    |
| 155                    | Noemi Rüegg (SUI) (route)      | 24e                    |
| 156                    | Magdeleine Vallieres (CAN)     | 64e                    |

| Cofidis COF | Cofidis COF               | Cofidis COF |
| ----------- | ------------------------- | ----------- |
| Num         | Coureuse                  | Pos         |
| 161         | Flavie Boulais (FRA)      | AB          |
| 162         | Eugenia Bujak (SLO)       | 78e         |
| 163         | Špela Kern (SLO)          | AB          |
| 164         | Nikola Nosková (CZE)      | 81e         |
| 165         | Nadia Quagliotto (ITA)    | 86e         |
| 166         | Kirstie van Haaften (NED) | AB          |

| Team Coop-Repsol HPU | Team Coop-Repsol HPU               | Team Coop-Repsol HPU |
| -------------------- | ---------------------------------- | -------------------- |
| Num                  | Coureuse                           | Pos                  |
| 171                  | Stine Dale (NOR)                   | 75e                  |
| 172                  | India Grangier (FRA)               | 43e                  |
| 173                  | Laura Lizette Sander (EST) (route) | AB                   |
| 174                  | Eline Van Rooijen (NED)            | NP                   |
| 175                  | Stina Kagevi (SWE)                 | 77e                  |
| 176                  | Magdalene Lind (NOR)               | 47e                  |

| DD Group Pro Cycling DDG | DD Group Pro Cycling DDG   | DD Group Pro Cycling DDG |
| ------------------------ | -------------------------- | ------------------------ |
| Num                      | Coureuse                   | Pos                      |
| 181                      | Manon De Boer (NED)        | 70e                      |
| 182                      | Britt de Grave (NED)       | AB                       |
| 183                      | Vera Tieleman (NED)        | AB                       |
| 184                      | Cleo Kiekens (BEL)         | 65e                      |
| 185                      | Jony van den Eijnden (NED) | AB                       |
| 186                      | Julie Vlyminck (BEL)       | AB                       |

| DAS-Hutchinson DAS | DAS-Hutchinson DAS       | DAS-Hutchinson DAS |
| ------------------ | ------------------------ | ------------------ |
| Num                | Coureuse                 | Pos                |
| 191                | Robyn Clay (GBR)         | AB                 |
| 192                | Natalie Grinczer (GBR)   | 98e                |
| 193                | Lucy Lee (GBR)           | 104e               |
| 194                | Aoife O'Brien (IRL)      | AB                 |
| 195                | Julia van Bokhoven (NED) | AB                 |
| 196                | Morven Yeoman (GBR)      | 99e                |

| Bepink-Imatra-Bongioanni BPK | Bepink-Imatra-Bongioanni BPK | Bepink-Imatra-Bongioanni BPK |
| ---------------------------- | ---------------------------- | ---------------------------- |
| Num                          | Coureuse                     | Pos                          |
| 201                          | Meike Uiterwijk Winkel (NED) | 93e                          |
| 202                          | Elisabeth Ebras (EST)        | 95e                          |
| 203                          | Linda Ferrari (ITA)          | 109e                         |
| 204                          | Marina Garau Roca (ESP)      | 96e                          |
| 205                          | Maho Kakita (JPN)            | AB                           |
| 206                          | Aileen Schweikart (GER)      | 48e                          |

| Cynisca Cycling CYN | Cynisca Cycling CYN   | Cynisca Cycling CYN |
| ------------------- | --------------------- | ------------------- |
| Num                 | Coureuse              | Pos                 |
| 211                 | Heidi Franz (USA)     | AB                  |
| 212                 | Alexis Magner (USA)   | 69e                 |
| 213                 | Caoimhe O'Brien (IRL) | AB                  |
| 214                 | Febe Poppe (BEL)      | 91e                 |
| 215                 | Allison Mrugal (USA)  | 84e                 |
| 216                 | Natalie Quinn (USA)   | AB                  |

| Eneicat-CMTeam EIC | Eneicat-CMTeam EIC           | Eneicat-CMTeam EIC |
| ------------------ | ---------------------------- | ------------------ |
| Num                | Coureuse                     | Pos                |
| 221                | Ainara Albert (ESP)          | AB                 |
| 222                | Andrea Alzate (COL)          | 92e                |
| 223                | Valentina Basilico (ITA)     | AB                 |
| 224                | Daniela Campos (POR) (route) | 71e                |
| 225                | Claudia San Justo (ESP)      | 103e               |
| 226                | Carolina Vargas (COL)        | 97e                |

| Aromitalia 3T Vaiano VAI | Aromitalia 3T Vaiano VAI     | Aromitalia 3T Vaiano VAI |
| ------------------------ | ---------------------------- | ------------------------ |
| Num                      | Coureuse                     | Pos                      |
| 231                      | Irene Affolati (ITA)         | 100e                     |
| 232                      | Serena Brillante Romeo (ITA) | 102e                     |
| 233                      | Romina Costantini (ITA)      | AB                       |
| 235                      | Rasa Leleivytė (LTU)         | 101e                     |
| 236                      | Argyro Milaki (GRE) (route)  | 94e                      |

| Team Visma \| Lease a Bike TVL | Team Visma \| Lease a Bike TVL | Team Visma \| Lease a Bike TVL |
| ------------------------------ | ------------------------------ | ------------------------------ |
| Num                            | Coureuse                       | Pos                            |
| 1                              | Marianne Vos (NED)             | 22e                            |
| 2                              | Marion Bunel (FRA)             | 18e                            |
| 3                              | Sophie von Berswordt (NED)     | 80e                            |
| 4                              | Viktória Chladoňová (SVK)      | 49e                            |
| 5                              | Femke de Vries (NED)           | 16e                            |
| 6                              | Pauline Ferrand-Prévot (FRA)   | 36e                            |

| SD Worx-Protime SDW | SD Worx-Protime SDW         | SD Worx-Protime SDW |
| ------------------- | --------------------------- | ------------------- |
| Num                 | Coureuse                    | Pos                 |
| 11                  | Lotte Kopecky (BEL) (route) | 34e                 |
| 12                  | Anna van der Breggen (NED)  | AB                  |
| 13                  | Blanka Vas (HUN) (route)    | 59e                 |
| 14                  | Mischa Bredewold (NED)      | 1re                 |
| 15                  | Mikayla Harvey (NZL)        | 51e                 |
| 16                  | Lorena Wiebes (NED) (route) | 6e                  |

| Uno-X Mobility UXM | Uno-X Mobility UXM            | Uno-X Mobility UXM |
| ------------------ | ----------------------------- | ------------------ |
| Num                | Coureuse                      | Pos                |
| 21                 | Katrine Aalerud (NOR)         | 12e                |
| 22                 | Ingvild Gåskjenn (NOR)        | 23e                |
| 23                 | Solbjørk Minke Anderson (DEN) | 42e                |
| 24                 | Simone Boilard (CAN)          | AB                 |
| 25                 | Marte Berg Edseth (NOR)       | AB                 |
| 26                 | Anouska Koster (NED)          | 83e                |

| AG Insurance-Soudal Team AGS | AG Insurance-Soudal Team AGS               | AG Insurance-Soudal Team AGS |
| ---------------------------- | ------------------------------------------ | ---------------------------- |
| Num                          | Coureuse                                   | Pos                          |
| 31                           | Ashleigh Moolman (RSA) (route)             | 11e                          |
| 32                           | Mireia Benito (ESP)                        | 56e                          |
| 33                           | Julia Borgström (SWE)                      | 79e                          |
| 34                           | Kimberley Le Court de Billot (MRI) (route) | 31e                          |
| 35                           | Alexandra Manly (AUS)                      | 107e                         |
| 36                           | Gladys Verhulst (FRA)                      | AB                           |

| Canyon//SRAM zondacrypto CSZ | Canyon//SRAM zondacrypto CSZ | Canyon//SRAM zondacrypto CSZ |
| ---------------------------- | ---------------------------- | ---------------------------- |
| Num                          | Coureuse                     | Pos                          |
| 41                           | Katarzyna Niewiadoma (POL)   | 33e                          |
| 42                           | Neve Bradbury (AUS)          | 14e                          |
| 43                           | Justyna Czapla (GER)         | AB                           |
| 44                           | Alice Towers (GBR)           | 87e                          |
| 45                           | Soraya Paladin (ITA)         | 88e                          |
| 46                           | Cecilie Uttrup Ludwig (DEN)  | 67e                          |

| Ceratizit Pro Cycling Team CTC | Ceratizit Pro Cycling Team CTC | Ceratizit Pro Cycling Team CTC |
| ------------------------------ | ------------------------------ | ------------------------------ |
| Num                            | Coureuse                       | Pos                            |
| 51                             | Daniek Hengeveld (NED)         | AB                             |
| 52                             | Lana Eberle (GER)              | AB                             |
| 53                             | Marta Jaskulska (POL)          | 44e                            |
| 54                             | Célia Le Mouël (FRA)           | 73e                            |
| 55                             | Sarah Van Dam (CAN)            | 46e                            |
| 56                             | Kristýna Burlová (CZE)         | AB                             |

| FDJ-Suez TFS | FDJ-Suez TFS                  | FDJ-Suez TFS |
| ------------ | ----------------------------- | ------------ |
| Num          | Coureuse                      | Pos          |
| 61           | Demi Vollering (NED)          | 20e          |
| 62           | Vittoria Guazzini (ITA)       | 108e         |
| 63           | Juliette Labous (FRA) (route) | 4e           |
| 64           | Évita Muzic (FRA)             | 29e          |
| 65           | Amber Kraak (NED)             | 66e          |
| 66           | Jade Wiel (FRA)               | 68e          |

| Fenix-Deceuninck FDC | Fenix-Deceuninck FDC             | Fenix-Deceuninck FDC |
| -------------------- | -------------------------------- | -------------------- |
| Num                  | Coureuse                         | Pos                  |
| 71                   | Puck Pieterse (NED)              | 3e                   |
| 72                   | Ceylin del Carmen Alvarado (NED) | 58e                  |
| 73                   | Flora Perkins (GBR)              | 50e                  |
| 74                   | Yara Kastelijn (NED)             | 15e                  |
| 75                   | Sara Casasola (ITA)              | 82e                  |
| 76                   | Pauliena Rooijakkers (NED)       | 30e                  |

| Lidl-Trek LTK | Lidl-Trek LTK            | Lidl-Trek LTK |
| ------------- | ------------------------ | ------------- |
| Num           | Coureuse                 | Pos           |
| 81            | Lucinda Brand (NED)      | 62e           |
| 82            | Elisa Balsamo (ITA)      | 63e           |
| 83            | Riejanne Markus (NED)    | 28e           |
| 84            | Anna Henderson (GBR)     | 8e            |
| 85            | Ellen van Dijk (NED)     | 2e            |
| 86            | Shirin van Anrooij (NED) | 27e           |

| Liv AlUla Jayco LIV | Liv AlUla Jayco LIV       | Liv AlUla Jayco LIV |
| ------------------- | ------------------------- | ------------------- |
| Num                 | Coureuse                  | Pos                 |
| 91                  | Letizia Paternoster (ITA) | 25e                 |
| 92                  | Caroline Andersson (SWE)  | 72e                 |
| 93                  | Ruby Roseman-Gannon (AUS) | 55e                 |
| 94                  | Silke Smulders (NED)      | 26e                 |
| 95                  | Quinty Ton (NED)          | 9e                  |
| 96                  | Anna Trevisi (ITA)        | AB                  |

| Movistar Team MOV | Movistar Team MOV         | Movistar Team MOV |
| ----------------- | ------------------------- | ----------------- |
| Num               | Coureuse                  | Pos               |
| 101               | Liane Lippert (GER)       | 21e               |
| 102               | Mareille Meijering (NED)  | 19e               |
| 103               | Paula Patiño (COL)        | 57e               |
| 104               | Jelena Erić (SRB) (route) | 85e               |
| 105               | Sara Martín (ESP)         | 105e              |
| 106               | Floortje Mackaij (NED)    | 76e               |

| Team Picnic PostNL TPP | Team Picnic PostNL TPP        | Team Picnic PostNL TPP |
| ---------------------- | ----------------------------- | ---------------------- |
| Num                    | Coureuse                      | Pos                    |
| 111                    | Marta Cavalli (ITA)           | 37e                    |
| 112                    | Francesca Barale (ITA)        | 61e                    |
| 113                    | Pfeiffer Georgi (GBR) (route) | 32e                    |
| 114                    | Mara Roldan (CAN)             | 10e                    |
| 115                    | Josie Nelson (GBR)            | 60e                    |
| 116                    | Megan Jastrab (USA)           | 40e                    |

| UAE Team ADQ UAD | UAE Team ADQ UAD                   | UAE Team ADQ UAD |
| ---------------- | ---------------------------------- | ---------------- |
| Num              | Coureuse                           | Pos              |
| 121              | Elisa Longo Borghini (ITA) (route) | 35e              |
| 122              | Brodie Chapman (AUS)               | 13e              |
| 123              | Silvia Persico (ITA)               | 5e               |
| 124              | Eleonora Gasparrini (ITA)          | 39e              |
| 125              | Alena Amialiusik (BLR)             | AB               |
| 126              | Dominika Włodarczyk (POL) (route)  | AB               |

| Winspace Orange Seal WOS | Winspace Orange Seal WOS   | Winspace Orange Seal WOS |
| ------------------------ | -------------------------- | ------------------------ |
| Num                      | Coureuse                   | Pos                      |
| 131                      | Marine Allione (FRA)       | AB                       |
| 132                      | Camille Fahy (FRA)         | 106e                     |
| 133                      | Jenaya Francis (CAN)       | AB                       |
| 134                      | Kiara Lylyk (CAN)          | 89e                      |
| 135                      | Fiona Mangan (IRL) (route) | 90e                      |
| 136                      | Nadia Gontova (CAN)        | 52e                      |

| VolkerWessels VWT | VolkerWessels VWT           | VolkerWessels VWT |
| ----------------- | --------------------------- | ----------------- |
| Num               | Coureuse                    | Pos               |
| 141               | Margot Vanpachtenbeke (BEL) | 53e               |
| 142               | Quinty Schoens (NED)        | 74e               |
| 143               | Anne Knijnenburg (NED)      | 45e               |
| 144               | Anneke Dijkstra (NED)       | 54e               |
| 145               | Eline Jansen (NED)          | 17e               |
| 146               | Maud Rijnbeek (NED)         | AB                |

| EF Education-Oatly EFC | EF Education-Oatly EFC         | EF Education-Oatly EFC |
| ---------------------- | ------------------------------ | ---------------------- |
| Num                    | Coureuse                       | Pos                    |
| 151                    | Kristen Faulkner (USA) (route) | 41e                    |
| 152                    | Veronica Ewers (USA)           | AB                     |
| 153                    | Alison Jackson (CAN)           | 7e                     |
| 154                    | Cédrine Kerbaol (FRA)          | 38e                    |
| 155                    | Noemi Rüegg (SUI) (route)      | 24e                    |
| 156                    | Magdeleine Vallieres (CAN)     | 64e                    |

| Cofidis COF | Cofidis COF               | Cofidis COF |
| ----------- | ------------------------- | ----------- |
| Num         | Coureuse                  | Pos         |
| 161         | Flavie Boulais (FRA)      | AB          |
| 162         | Eugenia Bujak (SLO)       | 78e         |
| 163         | Špela Kern (SLO)          | AB          |
| 164         | Nikola Nosková (CZE)      | 81e         |
| 165         | Nadia Quagliotto (ITA)    | 86e         |
| 166         | Kirstie van Haaften (NED) | AB          |

| Team Coop-Repsol HPU | Team Coop-Repsol HPU               | Team Coop-Repsol HPU |
| -------------------- | ---------------------------------- | -------------------- |
| Num                  | Coureuse                           | Pos                  |
| 171                  | Stine Dale (NOR)                   | 75e                  |
| 172                  | India Grangier (FRA)               | 43e                  |
| 173                  | Laura Lizette Sander (EST) (route) | AB                   |
| 174                  | Eline Van Rooijen (NED)            | NP                   |
| 175                  | Stina Kagevi (SWE)                 | 77e                  |
| 176                  | Magdalene Lind (NOR)               | 47e                  |

| DD Group Pro Cycling DDG | DD Group Pro Cycling DDG   | DD Group Pro Cycling DDG |
| ------------------------ | -------------------------- | ------------------------ |
| Num                      | Coureuse                   | Pos                      |
| 181                      | Manon De Boer (NED)        | 70e                      |
| 182                      | Britt de Grave (NED)       | AB                       |
| 183                      | Vera Tieleman (NED)        | AB                       |
| 184                      | Cleo Kiekens (BEL)         | 65e                      |
| 185                      | Jony van den Eijnden (NED) | AB                       |
| 186                      | Julie Vlyminck (BEL)       | AB                       |

| DAS-Hutchinson DAS | DAS-Hutchinson DAS       | DAS-Hutchinson DAS |
| ------------------ | ------------------------ | ------------------ |
| Num                | Coureuse                 | Pos                |
| 191                | Robyn Clay (GBR)         | AB                 |
| 192                | Natalie Grinczer (GBR)   | 98e                |
| 193                | Lucy Lee (GBR)           | 104e               |
| 194                | Aoife O'Brien (IRL)      | AB                 |
| 195                | Julia van Bokhoven (NED) | AB                 |
| 196                | Morven Yeoman (GBR)      | 99e                |

| Bepink-Imatra-Bongioanni BPK | Bepink-Imatra-Bongioanni BPK | Bepink-Imatra-Bongioanni BPK |
| ---------------------------- | ---------------------------- | ---------------------------- |
| Num                          | Coureuse                     | Pos                          |
| 201                          | Meike Uiterwijk Winkel (NED) | 93e                          |
| 202                          | Elisabeth Ebras (EST)        | 95e                          |
| 203                          | Linda Ferrari (ITA)          | 109e                         |
| 204                          | Marina Garau Roca (ESP)      | 96e                          |
| 205                          | Maho Kakita (JPN)            | AB                           |
| 206                          | Aileen Schweikart (GER)      | 48e                          |

| Cynisca Cycling CYN | Cynisca Cycling CYN   | Cynisca Cycling CYN |
| ------------------- | --------------------- | ------------------- |
| Num                 | Coureuse              | Pos                 |
| 211                 | Heidi Franz (USA)     | AB                  |
| 212                 | Alexis Magner (USA)   | 69e                 |
| 213                 | Caoimhe O'Brien (IRL) | AB                  |
| 214                 | Febe Poppe (BEL)      | 91e                 |
| 215                 | Allison Mrugal (USA)  | 84e                 |
| 216                 | Natalie Quinn (USA)   | AB                  |

| Eneicat-CMTeam EIC | Eneicat-CMTeam EIC           | Eneicat-CMTeam EIC |
| ------------------ | ---------------------------- | ------------------ |
| Num                | Coureuse                     | Pos                |
| 221                | Ainara Albert (ESP)          | AB                 |
| 222                | Andrea Alzate (COL)          | 92e                |
| 223                | Valentina Basilico (ITA)     | AB                 |
| 224                | Daniela Campos (POR) (route) | 71e                |
| 225                | Claudia San Justo (ESP)      | 103e               |
| 226                | Carolina Vargas (COL)        | 97e                |

| Aromitalia 3T Vaiano VAI | Aromitalia 3T Vaiano VAI     | Aromitalia 3T Vaiano VAI |
| ------------------------ | ---------------------------- | ------------------------ |
| Num                      | Coureuse                     | Pos                      |
| 231                      | Irene Affolati (ITA)         | 100e                     |
| 232                      | Serena Brillante Romeo (ITA) | 102e                     |
| 233                      | Romina Costantini (ITA)      | AB                       |
| 235                      | Rasa Leleivytė (LTU)         | 101e                     |
| 236                      | Argyro Milaki (GRE) (route)  | 94e                      |